# Азербайджан (поїзд)
«Азербайджан» — нічний пасажирський фірмовий пасажирський потяг № 370/369//450/449 Азербайджанської залізниці сполученням Київ — Харків — Баку. 
Протяжність маршруту складає — 2777 км.
На даний потяг є можливість придбати електронний квиток.

## Історія
Через Війну на сході України з 3 травня 2014 року потяг курсував через станцію Куп'янськ-Вузловий (замість Горлівка, Костянтинівка, Краматорськ, Слов'янський Курорт, Лиман, Букине і Іловайськ).
З 13 грудня 2015 по 14 квітня 2016 і з 19 жовтня 2016 по 8 грудня 2016 року потяг курсував раз в чотири дні через Мінеральні води, Ростов-на-Дону.
А з 14 квітня 2016 по 19 жовтня 2016 курсував під 449/450 через Астрахань і Волгоград.
З 23 квітня 2018 року потяг продовжили із Харкова до Києва, що дало змогу пасажирам попасти зі столиці України в столицю Азербайджану потягом.
З 16 березня 2020 року потяг було скасовано через пандемію COVID-19, рух досі не відновлено.

## Інформація про курсування
Потяг курсував цілий рік, щотижня. З Азербайджану потяг відправлявся по суботах, з України — по понеділках. На маршруті руху потяги здійснював зупинки на 36 проміжних станціях.
| Розклад руху потяга «Азербайджан» № 369/370 | Розклад руху потяга «Азербайджан» № 369/370 | Розклад руху потяга «Азербайджан» № 369/370 | Розклад руху потяга «Азербайджан» № 369/370 | Розклад руху потяга «Азербайджан» № 369/370 |
| Час прибуття                                | Час відправлення                            | Станція                                     | Час прибуття                                | Час відправлення                            |
| ------------------------------------------- | ------------------------------------------- | ------------------------------------------- | ------------------------------------------- | ------------------------------------------- |
| —                                           | 13:50                                       | Київ                                        | 10:20                                       | —                                           |
| 04:10                                       | —                                           | Баку                                        | —                                           | 01:35                                       |

- Актуальний розклад руху вказано у розділі «Розклад руху призначених поїздів» на офіційному вебсайті «Укрзалізниці».[7]| Зовнішні відеофайли | Зовнішні відеофайли                                 |
| ------------------- | --------------------------------------------------- |
|                     | ЧС4-192 з потягом № 370К «Київ — Баку» (23.04.2018) |

## Склад потяга
Потяг складається з:
7 плацкартних,
4 купейних.

## Вагон безпересадкового сполучення
Цей потяг мав один Вагон безпересадкового сполучення на такому напрямку і сполучення:
- № 369/106 Баку — Дніпро (1 вагон плацкарт № 25)

## Події
23 липня 2010 року в республіці Дагестан був вибух. Через ремонтні роботи потяг № 369 був затриманий на півгодини.